# Cronaca demotica
La Cronaca demotica è un testo profetico egizio.
L'opera si propone di fornire una cronaca delle dinastie XXVIII, XXIX e XXX - in pratica il periodo d'indipendenza egiziana interposto alle due dominazioni persiane - soffermandosi però non tanto sugli eventi storici del regno dei singoli faraoni, quanto sul dare loro giudizi basati sull'operato e sul rispetto delle leggi di questi, attribuendone in base al loro comportamento un regno più o meno lungo e prospero come espressione del volere degli dei. L'opera esalta anche il malgoverno dei Medi (i Persiani) e profetizza il ritorno ad un'epoca di osservazione delle leggi (l'avvento dei Tolomei).
Il manoscritto è contenuto in un papiro demotico - da cui il nome - rinvenuto durante la campagna napoleonica d'Egitto e conservato oggi alla Bibliothèque nationale di Parigi (Papiro 215). Nel testo si afferma che l'opera venne realizzata durante il regno di Teos (XXX dinastia) ma in realtà venne scritta più tardi, nel III secolo a.C., possibilmente sotto Tolomeo III Euergetes.
Nonostante il carattere esoterico e criptico del testo, analisi e letture della Cronaca demotica hanno permesso, tra le altre cose, di integrare le conoscenze giunteci dagli epitomatori di Manetone riguardanti l'ordine di successione dei faraoni del suddetto periodo.